# 장충체육관
장충체육관(奬忠體育館)은 대한민국 서울특별시 중구 동호로에 위치한 체육관이다. KOVO V-리그 배구단 GS칼텍스 서울 KIXX 및 서울 우리카드 우리WON의 홈구장으로 사용 중이다.

## 역사
1955년 6월 육군체육관으로 지붕이 없이 출발했다. 1959년 8월부터 서울특별시가 운영을 맡았다. 이후 본격적인 경기장으로 개·보수했다. 이 건물은 당시 서울특별시의 예산과 국고보조금을 바탕으로 하여 처음에 총자금 9,200만원이 투입되었으며, 건축가 김정수에 의해 설계되었고, 감리는 미국의 벡텔사, 그리고 당시 한국 기술 여건상 실현하기 어려웠던 직경 80m 철골 트러스돔(철골트러스 32개, 환상형 트러스 13개)의 구조설계와 건축설계 부분은 미국에서 귀국한 건축가 최종완이 맡아, 삼부토건이 건설한 대한민국 최초의 실내 경기장이다. 필리핀 엔지니어가 참여했다는 설이 나돌았지만, 거짓인 것으로 결론지어졌다.
이에 대한 보충 의견으로 감리를 맡은 미국의 Bechtel Corporation 아시아 사무소가 당시 필리핀에 있었기 때문에 필리핀인들이 단순노무활동을 하는 등의 보조적 양식으로 일부 건설에 참여했을 수 있다는 의견도 있으나 근거는 없다.
1963년 2월 1일에 개장했고 서울특별시에서 관리하다가 2007년 2월 1일부터 동원엔터프라이즈에 위탁했고, 리모델링 공사를 하면서 동원과의 계약이 만료됐다.
배구, 농구, 종합격투기 등의 스포츠 경기와 콘서트, 마당놀이 등의 문화 공연이 열린다. 2009~2010 V-리그부터 프로 배구 구단인 GS칼텍스 서울 KIXX (여자부)와 서울 우리캐피탈 드림식스 (남자부)의 홈경기장으로 사용되었다. 리모델링 후 GS칼텍스는 2014-15시즌 후반기에, 그동안 모기업이 바뀐 서울 우리카드 위비는 2015-16시즌부터 다시 홈구장으로 사용하게 되었다.
1989년(13회)과 1992년(16회)에는 장충체육관에서 MBC 대학가요제가 개최되었다.
2012~2013 V-리그 종료 이후 내부 리모델링을 거쳐 2013년에 재개관할 예정이었지만 2014년 8월로 연기된 후, 지붕 보강 및 문화시설 사용까지 추진되면서 또 다시 완공이 연기되었지만 2015년 1월 17일 재개관하였고, 리모델링과 함께 근처의 동대입구역 연결 통로가 개설되었다.

## 연혁 및 장충체육관에서 열린 주요 이벤트
- 1955년 6월 육군체육관으로 출발
- 1963년 2월 1일 개장
- 1966년 6월 12일 팻 분 내한 공연[13]
- 1966년 6월 25일 김기수 대 니노 벤베누티 프로복싱 타이틀 매치
- 1967년 4월 김일, 프로레슬링 헤비급 세계챔피언 등극
- 1972년 12월 23일 제8대 박정희 대통령 선출
- 1972년 12월 27일 제8대 박정희 대통령 취임식
- 1975년 3월 27일 김일 대 안토니오 이노키 프로레슬링 경기
- 1978년 12월 27일 제9대 박정희 대통령 취임식
- 1979년 12월 6일 통일주체국민회의, 제10대 대통령에 단독 입후보한 최규하 대통령 권한대행을 선출.
- 1979년 12월 21일 제10대 최규하 대통령 취임식
- 1983년 농구대잔치 시작
- 1984년 대통령배 배구대회 시작
- 1989년 12월 9일 제13회 대학가요제
- 1992년 12월 12일 제16회 대학가요제
- 2000년 3월 25일 김일 은퇴식 및 이왕표 대 자이언트 커간 프로레슬링 세계 타이틀 매치
- 2004년 2월 14일~2월 15일 일본 스모 한국 공연
- 2010년 8월 19일 프로레슬링 WM7 경기(무한도전 프로레슬링 특집)
- 2015년 1월 17일 리모델링 후 재개장
- 2015년 5월 25일 이왕표 은퇴식 및 국제프로레슬링대회
- 2016년 10월 영문이름이 Jangchung Arena 로 변경됨
- 2019년 7월 4일 ~ 7월 7일 리프트 라이벌즈 2019 - LPL/LCK/LMS&VCS

## 같이 보기
- 통일주체국민회의